# 科威特
科威特国（阿拉伯语：دولة الكويت），通称科威特（阿拉伯语：الكويت），是位于西亚阿拉伯半岛东北部、波斯湾西北岸的君主制国家，南部与沙特阿拉伯接壤，北部与伊拉克相邻，同伊朗隔海相望，其曾是英国的保护国，于1961年6月19日独立，在1990至1991年曾被伊拉克短暫佔領。科威特石油和天然气资源储量丰富，已探明石油储量居全球第6位，因此油气出口是国民经济的重要支柱。该国首都科威特城与该国名称同名。

## 历史

### 史前時代
在歐貝德時期（ 公元前六千五百年至公元前三千八百年），陶器製作工藝和青銅器製作工藝傳入科威特。

### 阿拉伯與大航海時代
7世紀時，科威特成為阿拉伯帝國的一部分。
1521年，科威特處於葡萄牙人控制之下。1581年起，由君主立憲制的哈利德家族統治科威特。與此同時，在16世紀後期，葡萄牙人也建立了一系列防禦設施。
1613年，在今科威特城附近建立了科威特小鎮。

### 城市命名
1705年，君主立憲制的哈利德皇家式微，科威特的一些領土被「巴尼Utbah部族（Bani；被稱為庫銳Guraine）」所占領與統治。巴尼Utbah部族的薩迪爾Utbah在這裡建立起城鎮和港口，並命名為科威特（小城堡，由kut而來，意思是堡壘，衍生自波斯文kud，意思是城市）。

### 酋長建國
1756年，薩巴赫家族首長薩巴赫一世（Sheikh Sabah Abu Abdullah）被舉為科威特首任酋長（Amir），並建立了科威特酋長國（Heikhdom of Kuwait）。

### 波斯入侵

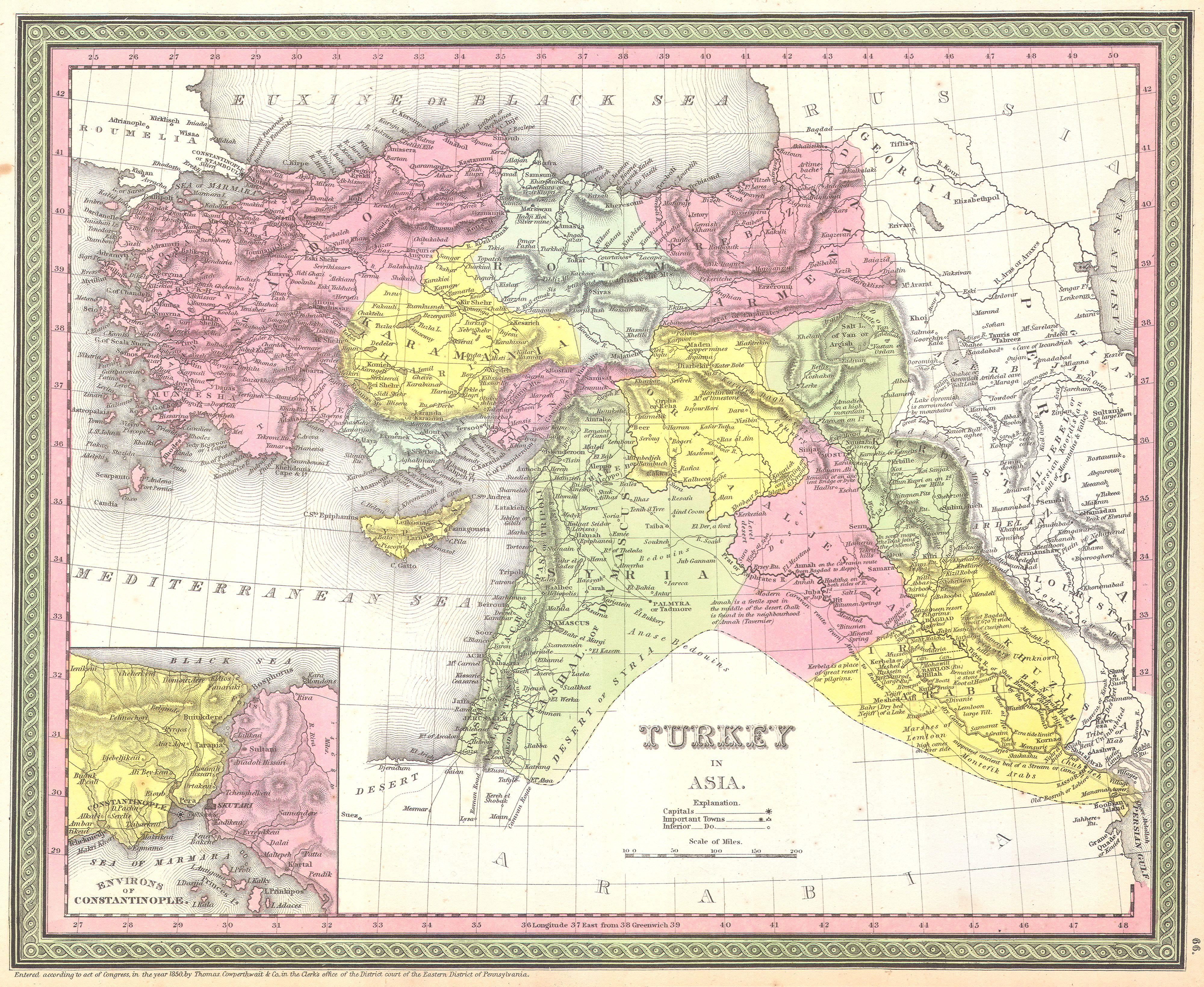
1850年的奥斯曼土耳其中东省份，清楚的表示科威特在土耳其版图之外

1776年，波斯桑德王朝佔領巴士拉後，一部份波斯商人遷入科威特後，英國東印度公司亦將其在巴斯拉之機構遷往科威特，使科威特驟形繁榮。然而為了擁有自治權，科威特必須與奥斯曼土耳其維持良好關係，甚而承認土耳其對其之宗主權。1822年英國總督從巴斯拉遷至科威特。

### 加入
1871年，科威特酋長國被納入的勢力版圖中，其領土被規劃在巴士拉州（現今為伊拉克的一個省份），设为一个“卡扎”，但實際上仍科威特酋長國仍保持部分自治地位。
1896年，薩巴赫家族首長穆巴拉克·薩巴赫自立為王，因擔心土耳其出面干涉科威特政局，於是央請英國保護。
1897年7月，穆巴拉克·薩巴赫邀請英國部署砲艇沿科威特海岸。這就導致了所謂的「首次科威特危機」，其中土耳其人要求英國停止干涉他們的帝國。最後，在奥斯曼帝國的同意下，並未演變成戰爭。

### 受英國保護的自治

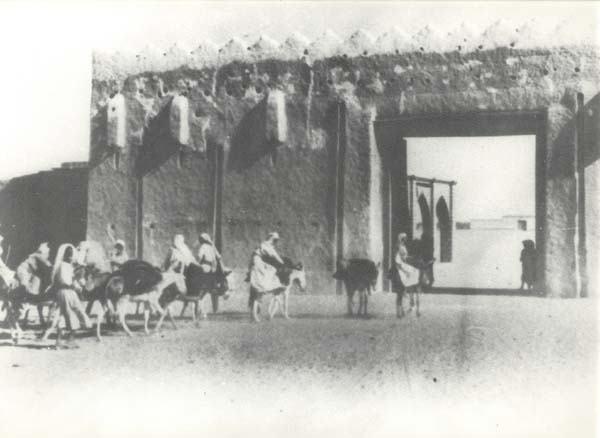
科威特保护国的城墙（1937年）

1899年，由於穆巴拉克和土耳其人的矛盾，在一位英國軍官唆使下英國科威特簽署了《英科秘密協定》，在該協定中，穆巴拉克保證，不把國家的任何部分租給或讓給英國以外的任何國家或臣民；未經英國同意，不允許任何外國的代表駐在他的國家。英國則承認科威特是一個內政獨立的國家，保護其不受侵略，並向其提供財政援助。
1913年，英國和土耳其簽訂了《海灣協定》，其中規定：“科威特在鄂圖曼政府的主權範圍之內，但政府不以任何方式干涉其事務，亦不派兵到那裡去”；鄂圖曼帝國承認科威特受英國保護的自治。第一次世界大戰前，1913年7月29日，科威特是隸屬於鄂圖曼土耳其帝國的巴士拉的一個自治县。

### 独立
科威特于1961年6月19日獨立。伊拉克仍承認《1913年海灣協定》裡伊拉克與科威特的邊界，但自1961年科威特獨立以來，伊拉克政府一直在尋求各種機會來吞併科威特，伊拉克政府揚言要入侵科威特，在阿拉伯聯盟計劃組建一支國際阿拉伯部隊反對伊拉克在科威特的行動後，入侵終於得以避免。伊朗與伊拉克戰爭开始後，兩國關係解凍了十年，科威特支持伊拉克對付伊朗。

### 伊拉克入侵

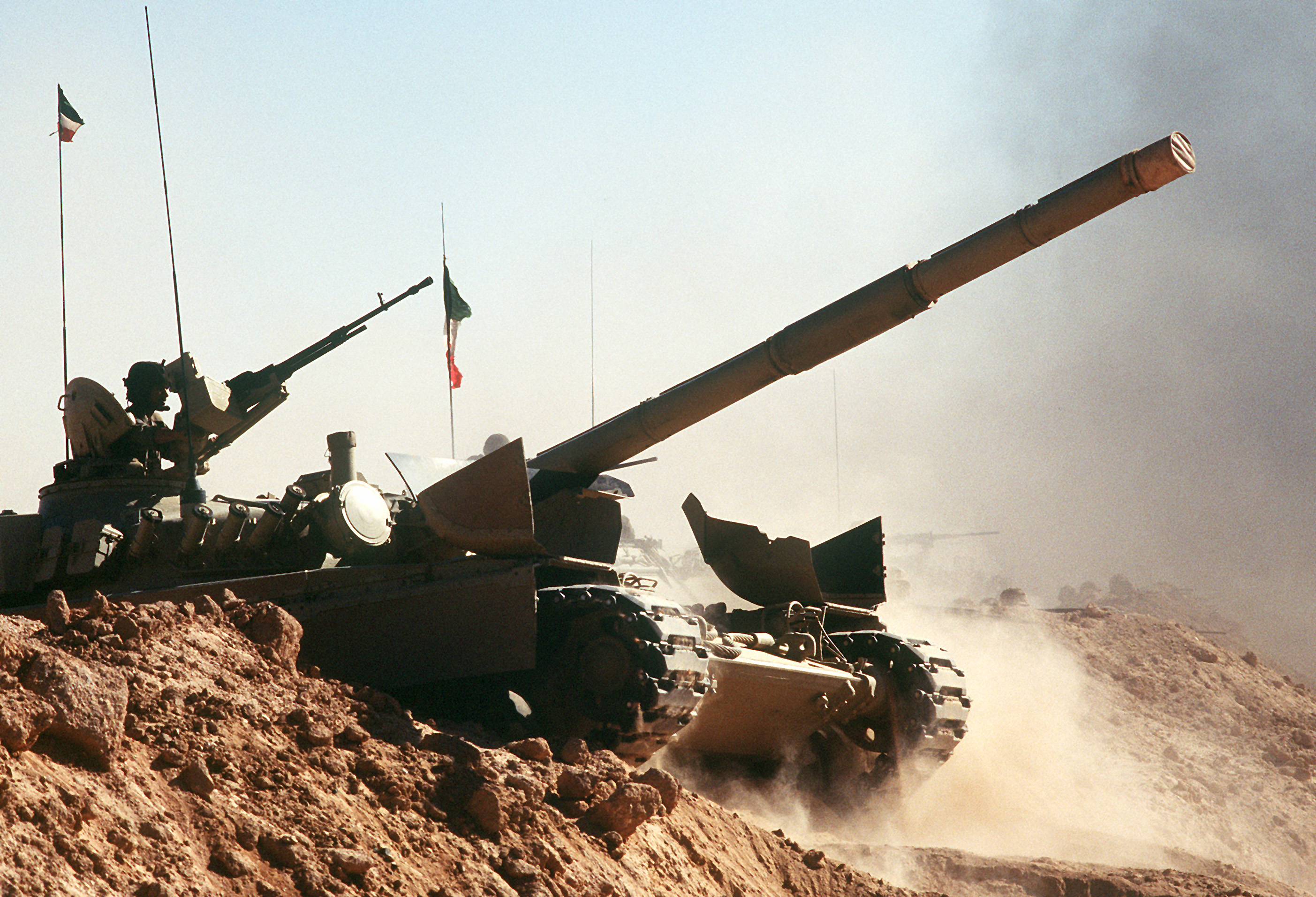
波灣戰爭時科威特陆军一辆由南斯拉夫制造的M-84坦克

1990年8月2日，科威特因蓄意推低油價遭到伊拉克當局指責，當時的伊拉克總統薩達姆·海珊對外宣布「科威特為伊拉克的一個省」，並揮軍入侵，科威特因軍事抵抗能力太低而迅速淪陷。這引起聯合國安理會開會譴責、並計劃對伊拉克實施經濟制裁，使伊拉克在國際上被孤立。
1991年1月17日，由英美兩國為首的聯軍採取的「沙漠風暴行動」下，開始對伊拉克和被占領的科威特進行大規模空襲。空襲在同年2月28日結束，伊拉克部隊在薩達姆領導下決定退出入侵科威特。

### 科威特復國
1991年2月26日，科威特復國。3月6日，科威特酋长賈比爾等政府官員返回科威特本土。
2006年1月15日，科威特酋长贾比尔·艾哈迈德·萨巴赫去世，享年77岁。堂弟王储萨阿德·阿卜杜拉·萨利姆·萨巴赫即位。1月21日，首相萨巴赫·艾哈迈德·贾比尔·萨巴赫主導的內閣會議決定啟動憲政程序，逼迫萨阿德遜位，讓首相萨巴赫繼任。然而萨阿德卻要求國會在第二天集會，讓他正式宣誓就職。1月24日萨阿德被迫放弃王位。1月29日，科威特國會無異議通過首相萨巴赫出任酋长案。首相萨巴赫隨後宣誓即位成为酋长，是為萨巴赫四世。
2006年5月21日，因为部分议员就修改议会选举法问题与首相发生争执，酋长萨巴赫发布敕令，解散议会，提前举行大选。6月29日，国民议会大选投票正式举行，科威特女性有史以来首次行使选举和被选举权。

## 地理
科威特全境为一波状起伏的沙漠，有少数绿洲。本土之外有布比延、法拉卡等10多个离岛。
国土地势西高东低。西南部为海拔275米的杜卜迪伯高平原。北部有部分山地，西部有莱亚哈丘陵。东北部为冲积平原和沙漠平原，中间夹杂着部分丘陵。
虽然科威特位处瀕海地區，但缺乏常年有水的河流和湖泊。地下水资源十分丰富，但极少淡水，所以淡水在科威特是珍貴資源，饮用水主要来自伊拉克及淡化海水。
該國属于热带沙漠气候，氣候乾燥和炎熱，夏季(5月-11月)长达6个月，酷热高温且干旱无雨，平均气温45℃，最高气温可达51℃；冬季(12月-翌年2月)短，温度适宜且湿润多雨，最低气温达-6℃，年降水量在25到177毫米之间。

## 政治

### 宪法
科威特国宪法于1962年11月12日正式颁布，规定科威特是一个主权完整、独立的阿拉伯国家。伊斯兰教法是立法的主要依据。埃米尔必须由萨巴赫家族后裔世袭。

### 议会
科威特国民议会（Majlis al-Umma）于1963年1月23日成立，为一院制立法机关。由50名议员组成，议员通过4年一次的全国选举产生。但科威特居民中只有大约10％拥有选举权。议会主要职能为制定与通过法律，监督国家财政执行情况，质询首相以及内阁大臣等，但一切议会通过的法律以及与外国签订的条约和协定均需埃米尔批准生效。

### 政党
科威特法律禁止一切政党活动，但选举中存在许多实际上是政党的政治团体。大多数国民议会议员以独立身份参加选举，但当选后，许多议员会在国民议会组成投票集团。事实上的主要政党（不受法律承认）有民族民主联盟、人民行动集团、哈达斯（科威特穆斯林兄弟会）、民族伊斯兰联盟以及正义与和平联盟等。

### 君主
科威特是君主世袭制酋长国，埃米尔是国家元首兼武装部队最高统帅。宪法规定国家之行政权由埃米尔行使，立法权由埃米尔和国民议会共同行使，司法权由法院以埃米尔名义行使。

### 政府
首相是政府首腦，政府内阁由首相和内阁大臣组成，负责执行国家政策，向埃米尔负责。主要成员有：
- 首相
- 第一副首相兼内政与国防大臣
- 副首相兼外交大臣
- 副首相兼司法大臣
- 副首相兼发展事务和住房事务国务大臣

内阁重要职务通常由王室成员担任，因此屬君主制國家，而首相这一职位直到最近都由王储担任，王室之權勢不言可喻。

## 外交
科威特奉行和平中立的外交政策。致力于维护阿拉伯国家团结和海湾合作委员会国家的协调合作，以维护海湾地区安全稳定。科是联合国、阿拉伯国家联盟、海湾合作委员会等国际和地区组织成员国，迄今已同110个国家建立了外交关系，目前有87个国家在科威特设有常驻使馆。

### 科威特與中华人民共和国关系
1971年3月22日，中华人民共和国与科威特正式建交，科威特奉行一个中国原则，是最早与中华人民共和国建交的波斯湾国家。两国领导人保持经常交往。建交后，双边关系一直健康顺利发展。经贸往来连年增多，贸易额不断增加。2008年中科贸易额为67.84亿美元，其中中国出口17.44亿美元，进口50.4亿美元。2014年6月2日，科威特首相萨巴赫访华，并与习近平会晤。

### 科威特與中華民國關係
由于科威特奉行一个中国原则，因此与中华民国於1971年後无正式外交关系，但是由于双方经贸外来需要，一直保持着半官方式往来，中华民国亦在科威特设置驻科威特国臺北商务代表处。

## 行政区划

科威特行政区划

| 序号 | 省名         | 首府       |
| ---- | ------------ | ---------- |
| 1    | 杰赫拉省     | 杰赫拉     |
| 2    | 首都省       | 科威特城   |
| 3    | 費爾瓦尼耶省 | 費爾瓦尼耶 |
| 4    | 哈瓦利省     | 哈瓦利     |
| 5    | 大穆巴拉克省 | 大穆巴拉克 |
| 6    | 艾哈迈迪省   | 艾哈迈迪   |

### 中立区
在科威特东南部同沙特阿拉伯交界处有一块面积约5770平方公里，富藏石油的区域。1922年12月2日，两国签定协议划出一个中立区，两国对该设立的区域有平等权利。1970年两国签定界约将该区划定界线，分别统治，但该区石油资源并未划分，所产石油由两国均分。

## 军事

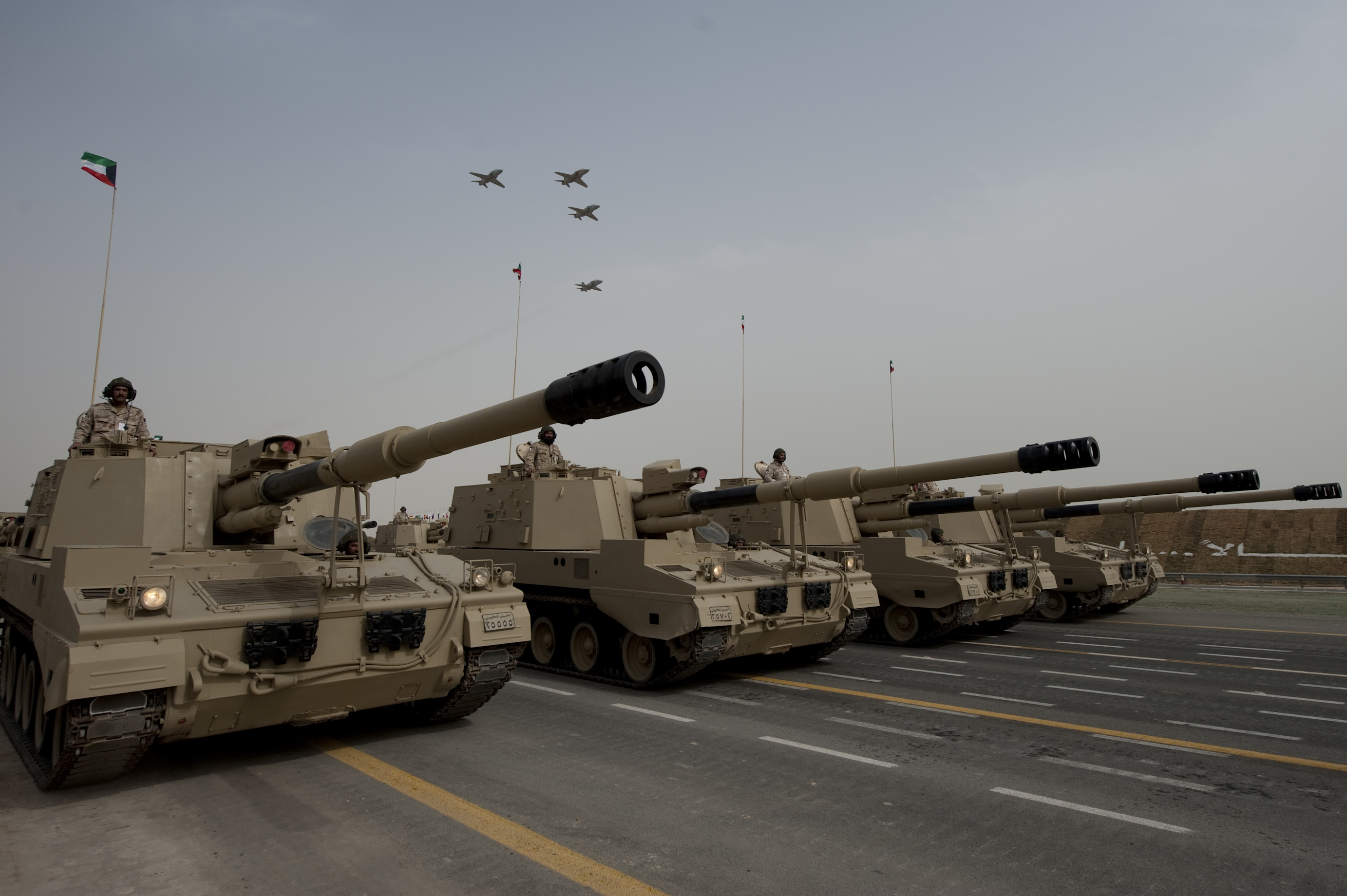
科威特戰後於90年代末向中國訂購PLZ-45自走砲為砲兵主力，此炮為PLZ-05自走砲的前身

科威特实行义务兵役制，现役军人维持在2万余人。埃米尔为武装部队最高统帅。平均年军费开支为12亿美元左右，占财政预算的10.3%。波斯湾战争结束后，由于国防需要购置大量武器，军费开支年年超常增加。

## 经济

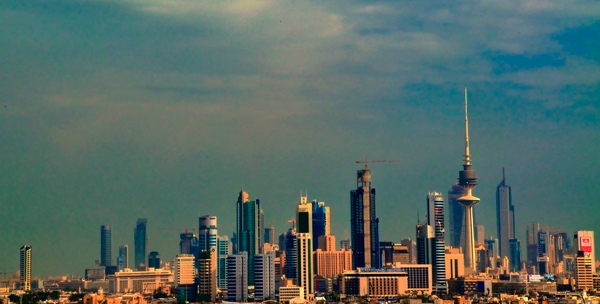
科威特市中心

### 石油
科威特油气储量丰富，现已探明的石油储量140亿吨，天然气储量为1.8万亿立方米。石油、天然气工业为国民经济的支柱，其产值占国内生产总值的45％,出口贸易的92％，佔政府收入的 95％以上。

### 农业
科威特可耕地面积约14182公顷，无土培植面积约156公顷。但由于气候不利于农业，農業及畜牧業均不發達，大部分糧食及民生必需品均自國外進口。

近年来，政府重视发展农业，农业产值占国内生产总值的0.5%。以生产蔬菜为主，其他农产品仍主要依靠进口。

在大規模開採石油前，漁業曾是科威特的主要產業及收入來源，該國渔业资源丰富，盛产大虾、石斑鱼和黄花鱼。年产量在1万吨左右，产值约1300万科威特第纳尔。

### 金融业

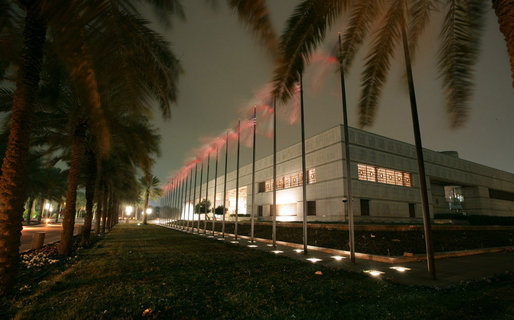
巴彥宮（Bayan Palace）

近年来，政府在重点发展石油、石化工业的同时，强调发展多种经济，减轻对石油的依赖程度。并促进科威特在能源、铁路、电网合并、基础设施建设、通讯和新城区建设等领域的发展，致力于将科威特打造为海湾地区的金融贸易中心。

## 社会

### 交通
科威特道路交通规划和建设居于世界领先水準，纵横分布的城内高速路构成城市交通的骨架，布局合理、方向清晰。由於高國民所得，普通居民家庭一般拥有二至三辆汽车，出行基本以自驾为主，因此公共交通系统不是非常发达。科威特没有鐵路系統，公车开行线路多集中在外来劳工聚居区和其务工地之间。出租车在科威特比较常见，但是没有规范的系统，只有少部分出租车会按表计费，大部分出租车可提前定价，甚至可以适当砍价。
位于費爾瓦尼耶省的科威特国际机场非常繁忙，每天起落航班近百架次，年运送旅客400多万人次，是阿拉伯半岛重要的航空中转站之一。
科威特主要的海运港口有舒威赫港和舒艾巴港。

### 医疗
科威特是典型的高收入国家，因此国内卫生医疗条件较好。医疗服务设施完善，公立、私营医疗机构众多。全国为5个医疗区，每个区设一家公立医院，提供全天候的急诊服务。境内各地的医疗机构对全国内居住的人员都提供基本的医疗服务。科威特公民可在各类公立医院诊所免费就医，外籍人要视病症和接受医疗情况付费。
从2000年4月1日起，科威特对外籍人实行强制性医疗保险计划。外籍人必须在缴纳医疗保险费后才可办理申请、延长居住等手续。

## 人文

### 人口数

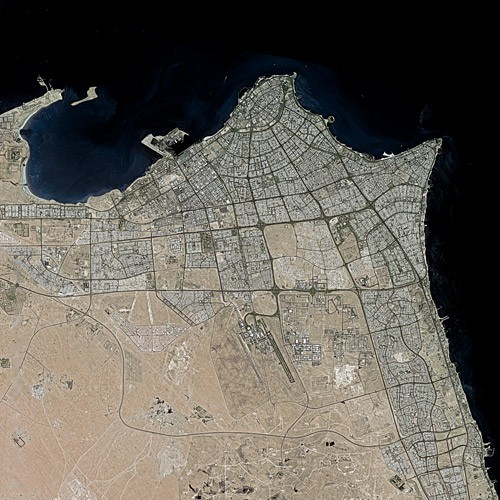
由SPOT衛星拍攝的科威特市

2022年，科威特人口约467万，其中科威特公民约185万，外籍侨民约282万（包括无国籍人士），外籍人员大部分为来自其它阿拉伯国家或印度、巴基斯坦、孟加拉、泰国、菲律宾等南亚和东南亚国家的外籍劳工，科威特普遍存在虐待外籍劳工的情况，甚至严重影响和外籍劳工母国的外交关系，特别是菲律宾。阿拉伯语为官方语言，但由于外籍人员众多，因此也通用英语。
根据蓋洛普民意測驗中心（Gallup）公布2010至2012年「潛在淨移民指數調查」（Potential Net Migration Index）發現，亚太地区最具移民吸引力排名第二是科威特。由於油氣資源帶來豐厚收入，公民人數只有約百餘萬，科威特实行高福利制度，国民免缴个人所得税，享受免费教育和医疗，还有就业、物价、房租和结婚等补贴，加上国民受伊斯兰教影响，科威特不承认双重国籍，因此外国人加入科威特籍较为困难。

### 宗教文化
伊斯兰教为科威特国教，居民中95％信奉伊斯兰教，其中约70％属逊尼派，30％为什叶派。
伊斯兰教法渗透在社会生活的各个方面，并影响着人们的日常生活。全国禁食猪肉、禁止饮酒和含酒精的饮料，贩卖者最高可判死刑。虽然社会的保守程度相對鄰國沙烏地阿拉伯已屬较为宽松，但女性外出仍不会穿着过分暴露。

### 媒体网络
科威特新闻制度相对开放、自由，报刊多为私营。全国主要有8家日报，其中阿拉伯文报5家：《舆论报》、《政治报》、《火炬报》、《祖国报》和《消息报》；英文报3家：《科威特时报》、《阿拉伯时报》和《每日星报》。有3家官方新闻机构：科威特通讯社、科威特广播电台和科威特电视台。
据科威特《火炬报》援引美国东北大学发布的报告称，科威特全国虽然仅有100万网民，但却是全球使用推特平均次数最多的国家。

### 體育
亞洲奧林匹克理事會總部設在科威特市。